# Wybrzeże Koromandelskie

Wybrzeże Koromandelskie

Wybrzeże Koromandelskie – rozległa nadbrzeżna równina, położona nad Oceanem Indyjskim (a dokładniej nad Zatoką Bengalską) we wschodniej części stanu Tamil Nadu w południowych Indiach. Zajmuje obszar ok. 22,8 tys. km². Średnia wysokość wynosi 80 metrów nad poziomem morza. Linia brzegowa prosta, liczne wysepki koralowe.
Główne rzeki przepływające przez ten obszar to: Pālār, Ponnaiyār i Cheyyār oraz Pāmban i Ponnā, przy czym te dwie ostatnie są przez większość roku wyschnięte.
Powszechnie występują bagna i moczary oraz nieliczne lasy (głównie niskopienne zarośla). Uprawia się głównie: ryż, trzcinę cukrową, orzeszki ziemne i bawełnę. Spotyka się także plantacje bananowe i palmę kokosową. Z zakładów przemysłowych należy wymienić fabryki produkujące nawozy sztuczne, produkty chemiczne i samochody. Region ten słynie też z licznych zabytków o charakterze sakralnym i bywa nazywany "ziemią świątyń" (m.in. Mahābālipuram i Mamallapuram).